# Sailor Moon: La luna splende
Sailor Moon: La luna splende è un videogioco pubblicato per Nintendo DS dalla Namco Bandai il 16 marzo 2011 solo per il mercato italiano. Il titolo è ispirato alla serie di anime Sailor Moon, e benché il titolo del videogioco faccia riferimento alla seconda serie dell'anime, la trama ed i personaggi fanno riferimento alla prima serie.

## Trama
La trama del videogioco vede Sailor Moon e le altre guerriere sailor partire per un'avventura in cui dovranno salvare Nina Osaka, la migliore amica di Usagi, caduta in un sonno profondo dal quale non riesce più ad emergere, e che si rivelerà essere una delle trappole del Regno delle Tenebre.

## Modalità di gioco
Il giocatore potrà scegliere soltanto una delle cinque protagoniste per affrontare il videogioco, che si divide in tre fasi principali: il Jewel Palace, il Mystery Castle e il Flower Garden, ognuno dei quali composto da 20-30 livelli. I livelli uniscono elementi dei videogiochi d'azione platform ad altri dei videogiochi rompicapo.
Man mano che il giocatore avanza di livello sblocca alcuni contenuti speciali del gioco, come la possibilità di personalizzare il proprio personaggio con alcuni accessori.